# Roifolina
La roifolina è un flavone glicoside, un tipo di flavonoide isolato dalle foglie di ramie. Il suo aglicone è l'apigenina e la parte zuccherina (glicone) è costituita dal disaccaride neoesperidosio.